# Trolejbusy w Vaslui

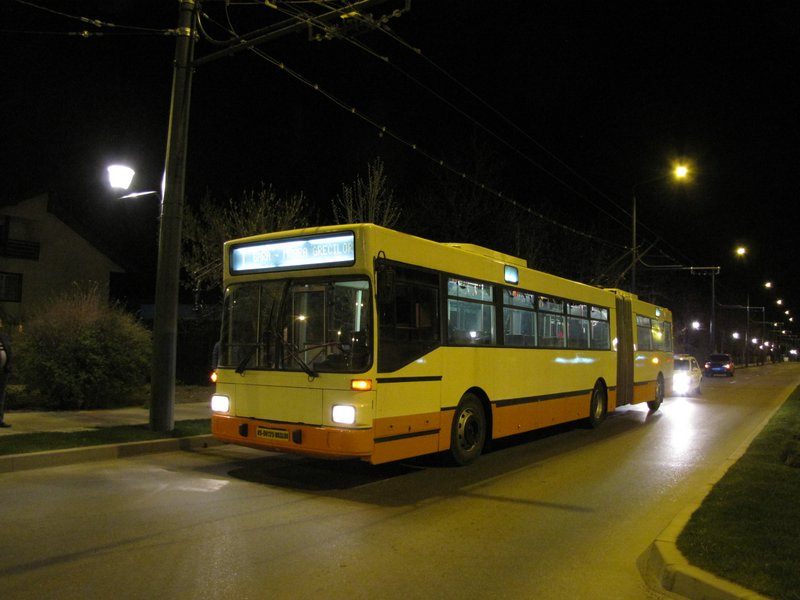
Przegubowy trolejbus Gräf & Stift GE112 M16, pochodzący z Salzburga, kursujący w Vaslui

Trolejbusy w Vaslui – system komunikacji trolejbusowej w rumuńskim mieście Vaslui.
Trolejbusy w Vaslui uruchomiono 1 maja 1994. W mieście działała jedna linia trolejbusowa o długości 4,5 km. System zamknięto 7 lipca 2009. Po modernizacji i przedłużeniu sieci (do długości ok. 6,5 km) otwarto ją ponownie 13 czerwca 2016, jednak z powodu awarii trolejbusów po 2 miesiącach linię znów zamknięto. Trasa ponownie funkcjonuje od 4 sierpnia 2023.

## Trasa
| Lata eksploatacji | Oznaczenie linii | Przebieg trasy        | Długość trasy |
| ----------------- | ---------------- | --------------------- | ------------- |
| 1994–2009         | 2                | Gara – Textila        | 4,5 km        |
| 2016              | T                | Gara – Moara Grecilor | 6,5 km        |
| od 2023           | 9A               | Gara – Moara Grecilor | 6,5 km        |

## Tabor
W latach 1994–2009 na linii eksploatowano 5 trolejbusów typu DAC-217E. W roku 2016 wykorzystywano 3 używane trolejbusy Gräf & Stift GE112 M16, eksploatowane wcześniej w austriackim Salzburgu. Natomiast od roku 2023 komunikację obsługuje 10 nowych pojazdów Solaris Trollino IV 12.